# 2007 BP102
2007 BP102 est un centaure et un damocloïde à forte inclinaison orbitale,  mesurant environ 34 km de diamètre. Il a été observé pour la première fois par des astronomes aux observatoires du Mauna Kea le 24 janvier 2007,,. 
Avec un paramètre de Tisserand de 1,99, il peut être considéré comme un membre des damocloïdes, un groupe dynamique de planètes mineures qui ont une orbite typique des comètes sans montrer de chevelure ou de queue cométaire. Il orbite autour du Soleil à une distance comprise ente 17,7 et 30,2 unités astronomiques en 117,47 ans (42 907 jours). Son orbite a une excentricité de 0,26 et une inclinaison de 65 degrés par rapport à l'écliptique. 
En juillet 2017, il est l'un des 7 objets connus ayant à la fois une inclinaison supérieure à 60 degrés et un périhélie supérieur à 15 unités astronomiques.
Il pourrait avoir une origine interstellaire.